# Thibault Klidje
Thibault Klidje (Hahotoe-Vo, 10 luglio 2001) è un calciatore togolese, attaccante dell'Hibernian e della nazionale togolese.

## Carriera

### Club
Dopo aver giocato con alcuni club della massima serie togolese, il 21 febbraio 2020 si è trasferito a titolo definitivo al Bordeaux, che lo ha aggregato alla rosa della seconda squadra.
Dal 2022 al 2025 ha giocato nella prima divisione svizzera al Losanna; successivamente si è trasferito nella prima divisione scozzese all'Hibernian.

### Nazionale
Il 9 ottobre 2021 ha esordito con la nazionale togolese, disputando l'incontro terminato 1-1 contro la Rep. del Congo, valido per le qualificazioni al campionato mondiale di calcio 2022.

## Statistiche

### Presenze e reti nei club
Statistiche aggiornate al 9 ottobre 2021.
| Stagione        | Squadra         | Campionato      | Campionato | Campionato | Coppe nazionali | Coppe nazionali | Coppe nazionali | Coppe continentali | Coppe continentali | Coppe continentali | Altre coppe | Altre coppe | Altre coppe | Totale | Totale |
| Stagione        | Squadra         | Comp            | Pres       | Reti       | Comp            | Pres            | Reti            | Comp               | Pres               | Reti               | Comp        | Pres        | Reti        | Pres   | Reti   |
| --------------- | --------------- | --------------- | ---------- | ---------- | --------------- | --------------- | --------------- | ------------------ | ------------------ | ------------------ | ----------- | ----------- | ----------- | ------ | ------ |
| feb.-mag. 2020  | Bordeaux 2      | N3              | 0          | 0          |                 | -               | -               |                    | -                  | -                  |             | -           | -           | 0      | 0      |
| 2020-2021       | Bordeaux 2      | N3              | 1          | 0          |                 | -               | -               |                    | -                  | -                  |             | -           | -           | 1      | 0      |
| 2021-2022       | Bordeaux 2      | N3              | 4          | 4          |                 | -               | -               |                    | -                  | -                  |             | -           | -           | 4      | 4      |
| Totale carriera | Totale carriera | Totale carriera | 5          | 4          |                 | -               | -               |                    | -                  | -                  |             | -           | -           | 5      | 4      |

### Cronologia presenze e reti in nazionale
| Cronologia completa delle presenze e delle reti in nazionale ― Togo | Cronologia completa delle presenze e delle reti in nazionale ― Togo | Cronologia completa delle presenze e delle reti in nazionale ― Togo | Cronologia completa delle presenze e delle reti in nazionale ― Togo | Cronologia completa delle presenze e delle reti in nazionale ― Togo | Cronologia completa delle presenze e delle reti in nazionale ― Togo | Cronologia completa delle presenze e delle reti in nazionale ― Togo | Cronologia completa delle presenze e delle reti in nazionale ― Togo |
| Data                                                                | Città                                                               | In casa                                                             | Risultato                                                           | Ospiti                                                              | Competizione                                                        | Reti                                                                | Note                                                                |
| ------------------------------------------------------------------- | ------------------------------------------------------------------- | ------------------------------------------------------------------- | ------------------------------------------------------------------- | ------------------------------------------------------------------- | ------------------------------------------------------------------- | ------------------------------------------------------------------- | ------------------------------------------------------------------- |
| 9-10-2021                                                           | Lomé                                                                | Togo                                                                | 1 – 1                                                               | Rep. del Congo                                                      | Qual. Mondiali 2022                                                 | -                                                                   | 80’ 90+4’                                                           |
| 12-10-2021                                                          | Brazzaville                                                         | Rep. del Congo                                                      | 1 – 2                                                               | Togo                                                                | Qual. Mondiali 2022                                                 | -                                                                   | 76’                                                                 |
| 11-11-2021                                                          | Lomé                                                                | Togo                                                                | 1 – 1                                                               | Senegal                                                             | Qual. Mondiali 2022                                                 | -                                                                   | 76’                                                                 |
| 29-3-2022                                                           | Aksu                                                                | Togo                                                                | 1 – 1                                                               | Benin                                                               | Amichevole                                                          | -                                                                   | 75’                                                                 |
| 3-6-2022                                                            | Lomé                                                                | Togo                                                                | 2 – 2                                                               | eSwatini                                                            | Qual. Coppa d'Africa 2023                                           | -                                                                   | 46’                                                                 |
| 7-6-2022                                                            | Marrakech                                                           | Capo Verde                                                          | 2 – 0                                                               | Togo                                                                | Qual. Coppa d'Africa 2023                                           | -                                                                   | 46’                                                                 |
| 24-3-2023                                                           | Marrakech                                                           | Burkina Faso                                                        | 1 – 0                                                               | Togo                                                                | Qual. Coppa d'Africa 2023                                           | -                                                                   | 90’                                                                 |
| 28-3-2023                                                           | Lomé                                                                | Togo                                                                | 1 – 1                                                               | Burkina Faso                                                        | Qual. Coppa d'Africa 2023                                           | -                                                                   | 61’                                                                 |
| 26-3-2024                                                           | Casablanca                                                          | Libia                                                               | 1 – 1                                                               | Togo                                                                | Amichevole                                                          | -                                                                   | 71’                                                                 |
| 9-6-2024                                                            | Kinshasa                                                            | RD del Congo                                                        | 1 – 0                                                               | Togo                                                                | Qual. Mondiali 2026                                                 | -                                                                   | 87’                                                                 |
| 6-9-2024                                                            | Lomé                                                                | Togo                                                                | 1 – 1                                                               | Liberia                                                             | Qual. Coppa d'Africa 2025                                           | -                                                                   | 90+3’                                                               |
| 9-9-2024                                                            | Malabo                                                              | Guinea Equatoriale                                                  | 2 – 2                                                               | Togo                                                                | Qual. Coppa d'Africa 2025                                           | -                                                                   | 61’ 82’                                                             |
| 10-10-2024                                                          | Annaba                                                              | Algeria                                                             | 5 – 1                                                               | Togo                                                                | Qual. Coppa d'Africa 2025                                           | 1                                                                   | 79’                                                                 |
| 14-10-2024                                                          | Lomé                                                                | Togo                                                                | 0 – 1                                                               | Algeria                                                             | Qual. Coppa d'Africa 2025                                           | -                                                                   | 66’                                                                 |
| 13-11-2024                                                          | Monrovia                                                            | Liberia                                                             | 1 – 0                                                               | Togo                                                                | Qual. Coppa d'Africa 2025                                           | -                                                                   | 90’                                                                 |
| 17-11-2024                                                          | Lomé                                                                | Togo                                                                | 3 – 0                                                               | Guinea Equatoriale                                                  | Qual. Coppa d'Africa 2025                                           | -                                                                   | 90’                                                                 |
| 22-3-2025                                                           | Lomé                                                                | Togo                                                                | 2 – 2                                                               | Mauritania                                                          | Qual. Mondiali 2026                                                 | 1                                                                   | 79’                                                                 |
| 25-3-2025                                                           | Dakar                                                               | Senegal                                                             | 2 – 0                                                               | Togo                                                                | Qual. Mondiali 2026                                                 | -                                                                   | 85’                                                                 |
| Totale                                                              |                                                                     | Presenze                                                            | 18                                                                  |                                                                     | Reti                                                                | 2                                                                   |                                                                     |